# Kupfers Kaffeegarten

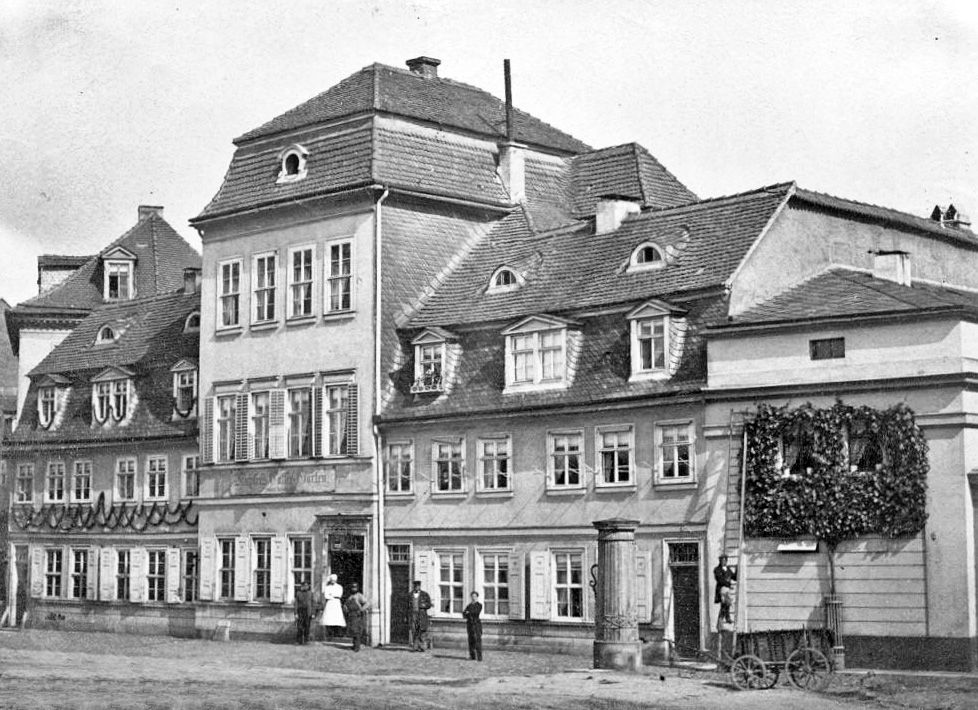
Kupfers Kaffeegarten um 1860

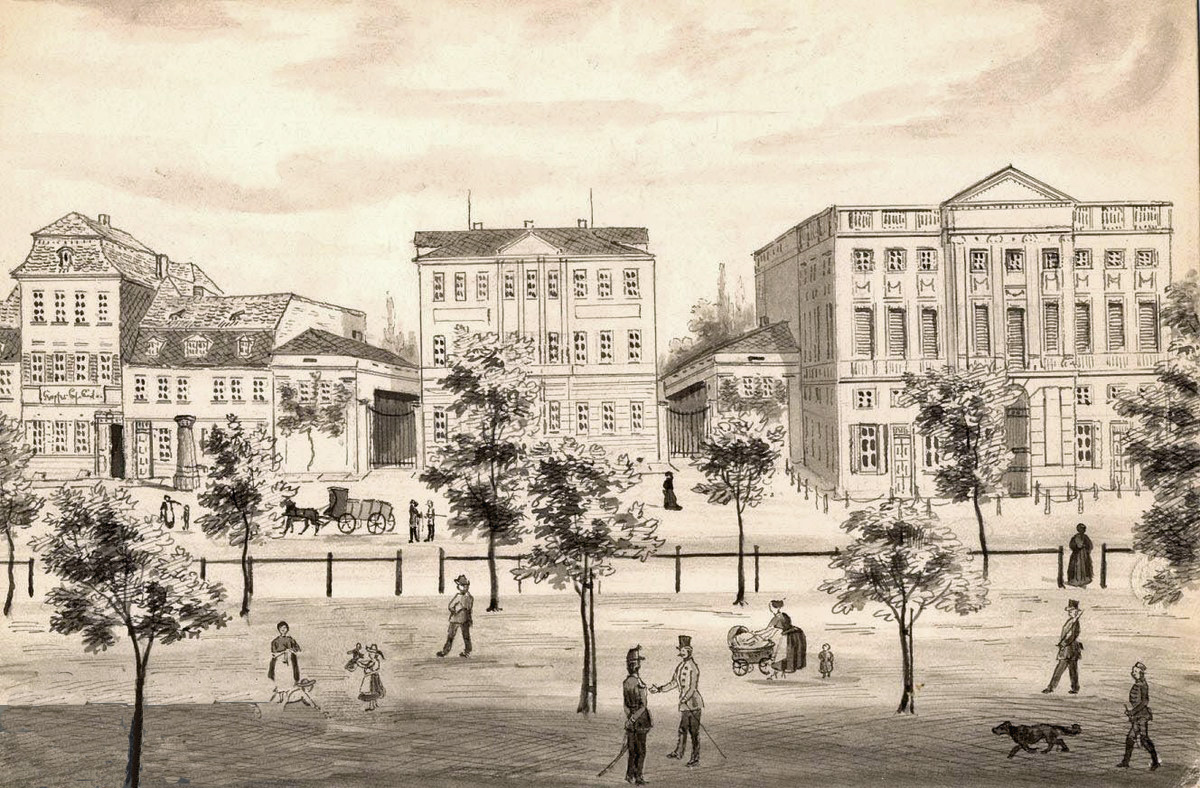
Löhrs Platz mit Löhrs Haus (re.) und Kupfers Kaffeegarten (li.), um 1860

Kupfers Kaffeegarten war eine gastronomische Einrichtung um die Mitte des 19. Jahrhunderts am Nordrand von Leipzig.

## Lage und Gestalt
Das Gebäude stand in einer Front mit Löhrs Haus an dem Platz, der ab 1839 Am Löhrschen Platze (später Löhrs Platz) hieß und 1909 in Tröndlinring umbenannt wurde.
An einen dreigeschossigen Mittelteil mit Mansarddach und vier Fensterachsen schlossen sich symmetrisch zwei ein Stockwerk niedrigere Seitenteile an. Es gab einen Saal (rechter Bauteil?) und einen rückwärtigen Garten. Das Haus enthielt auch Wohnungen.

## Geschichte
Kupfers Kaffeegarten wurde im frühen 19. Jahrhundert errichtet und hieß zunächst Schiegnitzens Kaffeegarten. Obwohl die Wirte häufig wechselten, sind weitere Namen des Hauses nicht bekannt. Es wurde durchgehend als Café genutzt. Es wird von einem „gewählteren Publikum“ berichtet. Zu den Stammgästen zählte der junge Robert Schumann (1810–1856), der auch die des Öfteren stattfindenden Konzerte besuchte.
Das Gebäude wurde 1866 abgerissen, um Platz für die anzulegende Pfaffendorfer Straße zu schaffen, die wegen der wachsenden nördlichen Teile Leipzigs erforderlich wurde.